# Ceratophyllus rossittensis
Ceratophyllus rossittensis är en loppart som beskrevs av Alfonso Dampf 1913. Ceratophyllus rossittensis ingår i släktet Ceratophyllus och familjen fågelloppor.

## Underarter
Arten delas in i följande underarter:
- C. r. rossittensis
- C. r. swansoni